# Ex-Pocket
Ex-Pocket (oder auch ExPocket oder Ex Pocket) ist eine synonyme Kurzbezeichnung für externe Ausgaben (im Englischen „Out-of-pocket expenses“). Diese Bezeichnung wird bei Investitionen zur Abgrenzung von Kosten verwendet – oft dann, wenn eine Entscheidung bei grenzwertigen Investitionen zu treffen ist.
Vereinfacht ausgedrückt sind dies zusätzliche, externe Kosten, die nur dann entstehen, wenn die Investition stattfindet. Daher werden meistens die in Unternehmen bereits budgetierten Personalkosten (die „sowieso“ vorhanden sind) nicht eingerechnet; gleichfalls werden Gemeinkostenzuschläge nicht berücksichtigt.
Ex-Pocket-Ausgaben umfassen zum Beispiel die für die Investition notwendigen:
- Materialkosten
- Reisekosten
- externe Dienstleistungen

Ex-Pocket-Ausgaben umfassen zum Beispiel nicht die für die Investition notwendigen:
- Personalkosten (interne Stundenkosten)
- Gemeinkosten- und Risikozuschläge

Während beispielsweise im Investitionsgüterbereich (z. B. Sondermaschinenbau) und bei internen Projekten die Ex-Pocket-Kosten häufig als Entscheidungshilfe bezüglich der Investdurchführung herangezogen werden, sind die Ex-Pocket-Kostenbetrachtungen in der Dienstleistungsbranche nicht für Entscheidungen über die Durchführung von externen Projekten geeignet, da die Vernachlässigung von Personalkosten bei Dienstleistungen ein völlig verfälschtes Bild abgeben würde.